# Charles Louis Dieudonné Grandjean

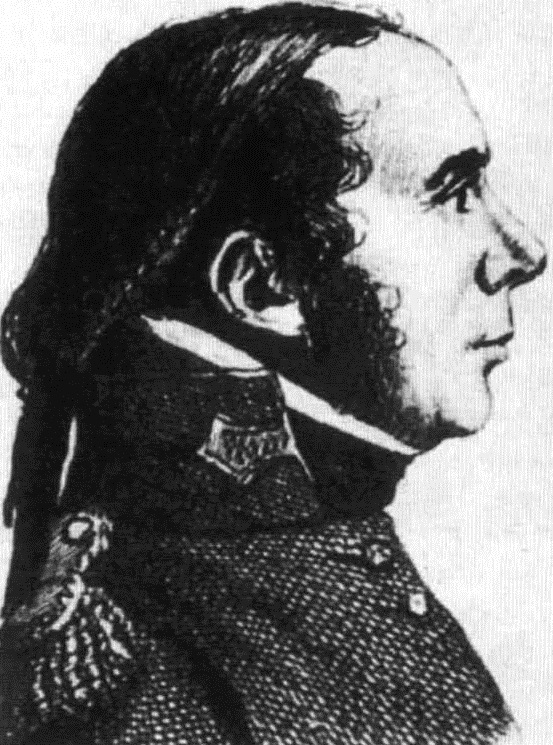
Charles Louis Dieudonné Grandjean

Baron Charles Louis Dieudonné Grandjean (* 29. Dezember 1768 in Nancy; † 15. September 1828 Ebenda) war französischer Général de division. Sein Name prangt auf der östlichen Seite des Triumphbogens de l’Etoile.

## Herkunft
Seine Eltern waren der Rechtsanwalt François Dieudonné Grandjean d’Alteville und dessen Ehefrau Jeanne Maletz.

## Leben
Er  studierte zunächst auch Recht an der Universität Göttingen. Bei Ausbruch der französischen Revolution schloss er sich der Nationalgarde an. Er führte eine Einheit in Bezirk Château-Salins und trat dann in die Armee ein. Bereits 1792 nahm er als Sous-lieutenant des 105e régiment d’infanterie am Feldzug am Rhein unter Adam-Philippe de Custine teil. Danach diente er als Adjutant bei der Rhein- und Moselarmee, bis er in derselben Eigenschaft zu dem Heer nach Italien versetzt wurde. In dieser Zeit stieg er schnell auf und wurde bereits am 12. Mai 1796 zum Colonel befördert.
Mit Eröffnung der Feindseligkeiten in Italien am 7. Mai 1799  (7. Prairial des Jahres VII.) eroberte er ein verschanztes Lager. Er machte 1200 Gefangene und erbeutete vier Kanonen sowie Brückenbauausrüstung. Bei dieser Aktion wurden zwei Pferde unter ihm getötet, noch an demselben Tag erfolgte seine Beförderung zum Général de brigade. Während dieses Feldzuges erhielt er in der Schlacht an der Trebia, in welcher er mit Entschlossenheit kämpfte, zwei schwere Wunden.
Wieder zu der Rheinarmee zurück beordert, trug er am 3. Mai 1800 (13. Floreal des Jahres VIII) nicht wenig zum Sieg in der Schlacht bei Stockach bei, indem er acht österreichische Bataillone aus einem Gehölze vertrieb, welches die Rückseite des Plateaus von Mühlhausen deckte. Bald darauf schickte ihn Jean-Victor Moreau mit einer Truppenabteilung nach Vorarlberg und Graubünden, um das Corps des Generals Lecourbe zu verstärken. Mit diesem kämpfte er auch im Gefecht bei Oberhausen am 27. Juni 1800. In der Schlacht bei Hohenlinden am 3. Dezember 1800 schlug er den Angriff einer aus Ungarn bestehenden Kolonne zurück, zwang sie zur Flucht in ein Gehölz. Der Oberkommandierende erwähnte diese Tat in seinem Berichte an die Regierung. Bei der Rückkehr nach Frankreich erhielt Grandjean bis zum Jahre 1805 ein Kommando bei der vierten und fünften Militärdivision und wurde am (25. Prairial des Jahres XII) 15. Mai 1804 zum Mitglied der Ehrenlegion ernannt, nachdem er kurz vorher zum Général de division befördert worden war. Zur Armee des Marschalls Brune nach Pommern berufen bekam er im Jahr 1807 den Auftrag, ein schwedisches Corps, welches sich auf den Höhen von Greifenhagen verschanzt hatte, zu vertreiben. Im Monat April befehligte er die vor Stralsund zurückgelassenen Truppen, sah sich aber bald zum Rückzug genötigt, da er nicht hinreichend Mannschaften zur Verfügung hatte, um den Ausfällen der Garnison Widerstand zu leisten. Im August schlug er bei Anklam die Schweden, welche seinen Übergang über die Peene verhindern wollten.
Nach dem Frieden von Tilsit wurde er auf die Iberische Halbinsel beordert. Dort konnte er sich gleich auszeichnen. Indem er am 25. Oktober 1808  1200 Spanier, die sich in Lerín verschanzte hatten, zwang, die Waffen zu strecken. Im Jahr 1809 befehligte er eine Division des Belagerungsheeres vor Saragossa. Nach der Eroberung dieser Stadt aber kehrte er wieder nach Deutschland zurück, wo er sich in der Schlacht bei Wagram seine Erhebung zum Reichsbaron (31. Januar 1810) verdiente.
Im Krieg gegen Russland stand er beim Korps Macdonald und nahm als Kommandeur der 7. Infanterie-Division mit den Preußen an den Kämpfen in Livland teil. Er nahm im Jahr 1813 an der hartnäckigen Verteidigung der Stadt Danzig teil. Er wurde in den Berichten des Generals Rapp vielfach und mit großem Lob erwähnt. Nach der Abdankung Napoléons und der Restauration stellte er sich sogleich der neuen Regierung zur Verfügung. Vom König wurde er zum Ritter des Orden vom heiligen Ludwig ernannt. Als er aber dennoch bei der Rückkehr Napoleons ein Kommando bei dem am Rheine stehenden fünften Armeecorps annahm, wurde er nach der zweiten Restauration in den Ruhestand versetzt. Im Jahr 1821 wurde er von dem Bezirk Château-Salins zum Deputierten gewählt, nahm er in der Kammer seinen Sitz unter den Mitgliedern der Opposition ein. Er scheint aber den Wünschen seiner Wähler nicht entsprochen zu haben, da sie ihr Mandat nicht erneuerten. Grandjean starb am 15. September 1828.

## Familie
Er heiratete am 13. Februar 1794 Marie-Madeleine Mouton (1767–1840), eine Schwester des Marschalls Georges Mouton. Das Paar hatte zwei Kinder:
- Victor Aimé (* 7. November 1794; † Dezember 1859) ⚭ Octavie de Barthelemy († 9. August 1884)
- Octavie  (* 17. April 1798) ⚭ Hubert Joseph Vincent Perrin (* 1785)[1]